# Šavarš Karapetjan
Šavarš Vladimiri (Vladimirovič) Karapetjan (armensko Շավարշ Կարապետյան), armenski plavalec in podjetnik, * 19. maj 1953, Kirovakan, Armenska SSR, Sovjetska zveza (zdaj Armenija).
Specializiral se je za plavanje s plavutmi in bil večkratni rekorder v tej športni disciplini, širše pa je znan po več junaških dejanjih, v katerih je reševal ponesrečene ljudi.

## Življenjepis
Odraščal je najprej v rodnem Kirovakanu (kasneje preimenovanemu v Vanadzor), leta 1964 pa se je njegova družina preselila v Erevan, kjer je dokončal osnovno šolo in se izšolal za avtomehanika. Že zgodaj se je začel ukvarjati s plavanjem. Vojaški rok je odslužil v letih 1975–1976 v sovjetskem oporišču zračne obrambe v vojaškem okrožju Baku. Že leta 1974 je rešil več ljudi (vključno s seboj), ko je začel avtobus, v katerem je bil potnik, drseti proti soteski, on pa je razbil predelno steno do voznikovega sedeža in prevzel nadzor nad vozilom.
Tekom kariere je enajstkrat podrl svetovni rekord v plavanju s plavutmi. Je sedemkratni sovjetski prvak, trinajstkratni evropski prvak in sedemnajstkratni svetovni prvak v tej disciplini. Pridobil je naziv zaslužnega mojstra športa Sovjetske zveze, najvišji državni naziv v času Sovjetske zveze.
16. septembra 1976 je šel po jutranjem treningu z bratom še na tek ob bregu Erevanskega jezera, ko je opazil trolejbus, ki je padel v vodo in potonil 10 m globoko. Kljub onesnaženosti vode je skočil v vodo in z nogami razbil zadnjo šipo trolejbusa, nato pa se je več desetkrat potopil do razbitine in iz jezera potegnil 37 od 92 potnikov. Še devet jih je izplavalo skozi okno, ki ga je razbil, vendar jih je na koncu preživelo le 20. Zaradi ureznin je bil Karapetjan v bolnišnici mesec in pol, zbolel pa je tudi za pljučnico in sepso.
Od takrat je imel kronične težave s pljuči, zato je moral pri 24 letih starosti končati športno kariero. Vztrajal je le pri poslovilnem nastopu, kjer je kljub bolečinam postavil še zadnji svetovni rekord. 15. februarja 1985 je imel znova priložnost za junaštvo, ko je v njegovi bližini izbruhnil požar v športnem kompleksu Karena Demirčjana v Erevanu. Priskočil je na pomoč gasilcem in tudi tu rešil več ljudi, sam pa je bil močneje opečen.
Kasneje se je preselil v Moskvo, kjer je ustanovil čevljarsko podjetje. Redno obiskuje rodno Armenijo in Gorski Karabah.

## Priznanja
Po njem je poimenovan asteroid glavnega pasu 3027 Shavarsh, ki ga je leta 1978 odkril Nikolaj Černih.
Leta 2014 je dva dni nosil olimpijsko baklo za igre v Sočiju. V intervjuju je izjavil, da jo je nosil dvakrat, za Rusijo in za Armenijo.